# Botond Balogh
Botond Balogh (ur. 6 czerwca 2002 w Sopronie) – węgierski piłkarz występujący na pozycji obrońcy, reprezentant kraju.

## Życiorys

### Kariera klubowa
W 2009 roku został juniorem Nagycenk SE, a w 2012 – FC Sopron. W 2015 roku dołączył do Sándor Károly Labdarúgó Akadémia – akademii MTK Budapest FC. W barwach akademii rozegrał 96 oficjalnych meczów. W 2019 roku, po mistrzostwach Europy U-17, w których brał udział, zainteresowanie zawodnikiem wykazało kilka zagranicznych klubów. Ostatecznie Balogh podpisał kontrakt z Parmą.
Początkowo Balogh występował w rozgrywkach Primavery, rozgrywając w sezonie 2019/2020 jedenaście spotkań. W 2020 roku został włączony do pierwszej drużyny Parmy. W Serie A zadebiutował 31 października w zremisowanym 2:2 spotkaniu z Interem Mediolan, rozgrywając całe spotkanie. Ogółem w sezonie 2020/2021 rozegrał trzy spotkania w Serie A, a jego klub spadł wówczas z ligi.

### Kariera reprezentacyjna
Jego pierwszą juniorską reprezentacją była drużyna U-14. Następnie występował w reprezentacjach U-15 i U-16, prowadzonych przez Sándora Preisingera. W 2019 roku został powołany i wystąpił na Mistrzostwach Europy U-17, w których reprezentacja Węgier zajęła piąte miejsce. Uczestniczył także w Mistrzostwach Europy U-21 2021.
W seniorskiej reprezentacji zadebiutował 12 listopada 2021 roku w wygranym 4:0 meczu z San Marino w ramach eliminacji do Mistrzostw Świata 2022. Balogh wszedł wówczas na boisko w 85. minucie, zmieniając Endrego Botkę.

## Statystyki ligowe
| Sezon     | Klub              | Liga    | Mecze | Gole |
| --------- | ----------------- | ------- | ----- | ---- |
| 2020/2021 | Parma Calcio 1913 | Serie A | 3     | 0    |